# Masaji Kiyokawa
Masaji Kiyokawa (japonès: 清川 正二)  (Toyohashi, 11 de febrer de 1913 - Tòquio, 13 d'abril de 1999) va ser un nedador japonès, especialista en proves d'esquena, que va competir durant la dècada de 1930.
El 1932 va prendre part en els Jocs Olímpics d'Estiu de Los Angeles, on guanyà la medalla d'or en els 100 metres esquena del programa de natació, en finalitzar per davant dels seus compatriotes Toshio Irie i Kentaro Kawatsu. Quatre anys més tard, als Jocs de Berlín, guanyà la medalla de bronze en la mateixa prova, en quedar rere els estatunidencs Adolph Kiefer i Albert Weghe.
Durant la seva carrera esportiva va establir un rècord mundial en els 400 metres esquena.
El 1948 Kiyokawa fou escollit director de la Federació de Natació del Japó. Entre 1975 i 1989 fou membre del Comitè Olímpic Internacional, organisme del qual en fou vicepresident de 1979 a 1983. Durant el seu mandat la ciutat de Nagoya va presentar la candidatura per acollir els Jocs Olímpics d'Estiu de 1988, que finalment es farien a Seül, Corea del Sud. Kiyokawa va ser crític amb les grans quantitats de diners que gasten les ciutats per influir en els vots dels membres del COI. També fou crític amb la decisió del govern japonès de seguir el boicot estatunidenc als Jocs Olímpics d'Estiu de 1980.
Va morir de càncer de pàncrees.